# Sean Williams
Sean Williams (Houston, 13 de setembro de 1986) é um jogador norte-americano de basquete profissional que atuou na  National Basketball Association (NBA). Foi o número 17 do Draft de 2007.